# Психо (фильм, 1998)
«Психо» (англ. Psycho) — ремейк классического триллера «Психо» Альфреда Хичкока, снятый в 1998 году Гасом Ван Сентом. 6 и последний фильм кинофраншизы "Психо". 

## Сюжет
Во время пятничного свидания в отеле в Фениксе секретарь отдела недвижимости Мэрион Крейн и ее бойфренд Сэм Лумис обсуждают свою неспособность пожениться из-за его долгов и требований по выплате алиментов от предыдущего брака с бывшей женой. Вернувшись на работу, она решает украсть наличные в размере 400 000 долларов, доверенные ей для внесения на депозит в банке, и поехать в дом Сэма в Фэрвейле, Калифорния, где он владеет хозяйственным магазином. По дороге она поспешно меняет свою машину, что вызывает подозрения как у автодилера, так и у Калифорнийского дорожного патруля.
Из-за плохой погоды Мэрион останавливается на ночь в мотеле "Бейтс", расположенном в стороне от главного шоссе. Владелец Норман Бейтс спускается из большого дома на вершине холма с видом на мотель, регистрирует Марион под вымышленным именем, которым она пользуется, и приглашает ее поужинать с ним. После того, как он возвращается в свой дом, Мэрион подслушивает, как он спорит со своей матерью Нормой по поводу ее присутствия. Вернувшись с легким ужином и извинившись за вспышки гнева своей матери, Норман рассказывает о своем хобби -таксидермии, "болезни" своей матери и о том, что у людей есть своя "личная ловушка", из которой они хотят вырваться. Вернувшись в свою комнату, Марион, раскаиваясь в своем преступлении, решает утром вернуться в Финикс и вернуть украденные деньги, спрятанные в газете, не подозревая, что возбужденный Норман наблюдает за ней через дыру в стене. Когда Марион принимает душ, появляется темная фигура, жестоко закалывает ее и уходит. Охваченный болью и ужасом, обнаружив труп Мэрион, Норман убирает место убийства, заворачивает тело в занавеску для душа и кладет его вместе с ее вещами и спрятанными деньгами в ее машине, а машину топит в болоте рядом с мотелем.
Сестра Мэрион, Лайла, приезжает в Фейрвейл неделю спустя, рассказывает Сэму о краже и выясняет ее местонахождение, но он отрицает ее исчезновение. К ним подходит частный детектив Милтон Арбогаст и говорит, что его наняли, чтобы вернуть деньги. Узнав, что Мэрион провела ночь в мотеле Бейтса, он расспрашивает Нормана, чья нервозность и непоследовательность вызывают подозрения Арбогаста. Когда Норман намекает, что Марион разговаривала с его матерью, Арбогаст просит поговорить с ней, но Норман отказывается. Арбогаст, еще не подозревая худшего, сообщает Сэму и Лайле о своих находках и обещает позвонить позже. Когда он входит в дом Бейтсов в поисках матери Нормана, из спальни появляется фигура, похожая на пожилую женщину, и наносит ему смертельный удар ножом.
Не услышав ни слова от Арбогаста, Сэм и Лайла начинают интересоваться мотелем Бейтс, последней остановкой Арбогаста. Позже пара навещает Эла Чемберса, местного шерифа, который сообщает им, что мать Нормана погибла в результате убийства-самоубийства десятью годами ранее, приходя к выводу, что Арбогаст солгал Сэму и Лайле, чтобы преследовать Марион и деньги. Убежденные, что с Арбогастом что-то случилось, Лайла и Сэм едут в мотель, регистрируются, выдавая себя за супружескую пару, и проникают в комнату Марион, находя пропавшую занавеску для душа и клочок бумаги, указывающий на то, что Марион вычла какую-то сумму из своего денежного платежа. Сэм отвлекает Нормана в офисе, в то время как Лайла пробирается в дом. Заподозрив неладное, Норман приходит в возбуждение и вырубает Сэма без сознания. Когда он бежит к дому, Лайла прячется во фруктовом погребе, где обнаруживает мумифицированное тело матери. Она кричит, и Норман, одетый в одежду своей матери и парик, входит в подвал и пытается ударить ее ножом. Появляется Сэм и усмиряет его, спасая Лайлу.
В полицейском участке психиатр доктор Саймон Ричмонд объясняет, что Норман из ревности убил Норму и ее любовника, отравив их стрихнином десятью годами ранее. Он мумифицировала ее тело и начал обрабатывать его, как если бы она была жива, даже зашла так далеко, чтобы воссоздать ее в своем сознании как альтернативные личности, как ревнивый и собственник, а она была при жизни. Когда Нормана влечет к женщине, "Мать" берет верх: до Мэрион он убил двух других молодых женщин, а Арбогаст был убит, чтобы скрыть преступление "своей матери". Доктор Ричмонд приходит к выводу, что "Мать" теперь полностью завладела личностью Нормана. Сидя в тюремной камере, Норман слышит, как его мать говорит, что все убийства были его рук делом, поскольку машину Марион извлекают из болота.

## В ролях
- Винс Вон — Норман Бэйтс
- Энн Хеч — Мэрион Крэйн (в книге — Мэри Крэйн)
- Джулианна Мур — Лайла Крэйн
- Вигго Мортенсен — Сэм Лумис
- Уильям Мэйси — детектив Милтон Арбогаст
- Филип Бейкер Холл — шериф Эл Чамберс
- Роберт Форстер — доктор Фред Ричмонд
- Рэнс Ховард — Джордж Лоувери, шеф Мэрион
- Чед Эверетт — Том Кэссиди, клиент
- Энн Хейни — Элиза Чамберс, жена шерифа
- Рита Уилсон — Кэролайн, сотрудница Мэрион
- Джеймс Легро — Чарли
- Джеймс Ремар — патрульный офицер полиции